# قزلسوری
قزلسوری، روستایی از توابع بخش دشتک شهرستان چالدران در استان آذربایجان غربی ایران است.
ریش سفید بزرگ روستا:

## جمعیت
این روستا در دهستان آواجیق جنوبی قرار دارد و براساس سرشماری مرکز آمار ایران در سال ۱۳۸۵، جمعیت آن ۲۶۳ نفر (۵۷خانوار) بوده‌است.